# Lou Reed Live
Lou Reed Live — второй концертный альбом американского музыканта Лу Рида, выпущенный в марте 1975 года на лейбле RCA. Он был записан 21 декабря 1973 года в Музыкальной академии в Манхэттене, Нью-Йорк — на том же концерте, где и его пластинка Rock ’n’ Roll Animal (1974).

## Список композиций
Все песни были написаны Лу Ридом.
| №  | Название                | Длительность |
| -- | ----------------------- | ------------ |
| 1. | «Vicious»               | 5:55         |
| 2. | «Satellite of Love»     | 6:03         |
| 3. | «Walk on the Wild Side» | 4:51         |

| №                   | Название                  | Длительность |
| ------------------- | ------------------------- | ------------ |
| 1.                  | «I’m Waiting for the Man» | 3:38         |
| 2.                  | «Oh, Jim»                 | 10:40        |
| 3.                  | «Sad Song»                | 7:32         |
| Общая длительность: | Общая длительность:       | 37:49        |

## Участники записи
- Лу Рид — вокал
- Дик Вагнер[англ.] — гитара
- Рэй Колкорд — клавишные
- Пентти Глан — барабаны
- Пракаш Джон — бас-гитара
- Стив Хантер[англ.] — гитара

## Позиции в хит-парадах
Еженедельные чарты:
| Хит-парад (1975)              | Высшая позиция | Пребывание в чарте |
| ----------------------------- | -------------- | ------------------ |
| Австралия (Kent Music Report) | 42             | нет данных         |

Годовые чарты:
| Год  | Хит-парад                | Позиция |
| ---- | ------------------------ | ------- |
| 1975 | Нидерланды (Buma/Stemra) | 33      |